# 化薬ヌーリオン
化薬ヌーリオン株式会社（かやくヌーリオン、英文名称KAYAKU NOURYON CORPORATION）は、日本化薬とヌーリオンの合弁の化学メーカー。合成樹脂の硬化・重合反応に用いられる有機過酸化物の製造を行う。

## 事業所
- 本社・東京営業部 - 〒103-0012 東京都中央区日本橋堀留町2丁目1-3
- 大阪営業部 - 〒541-0053 大阪市中央区本町3丁目5-7
- 厚狭工場・研究所 - 〒757-0002 山口県山陽小野田市大字郡2935

## 主な製品
- 硬化剤
  - メチルエチルケトンパーオキサイド製剤「カヤメック」
  - アルキルパーエステル製剤「カヤエステル」
  - パーオキシカーボネート製剤「カヤカルボン」など
- 重合剤
  - ジアルキルパーオキサイド製剤「カヤヘキサ」
  - パーオキシケタール製剤「パーカドックス」
  - アルキルパーエステル製剤「カヤエステル」
  - パーオキシカーボネート製剤「カヤカルボン」など
- 架橋剤
  - ジアシルパーオキサイド製剤「パーカドックス」
  - ジアルキルパーオキサイド製剤「カヤクミル」など

## 沿革
- 1970年 - 日本化薬とK-I-Mヌーリーアンドファンデルランド社との合弁企業として、化薬ヌーリー株式会社設立。
- 1989年 - アクゾ社（オランダ）がヌーリー社を合併した事により、化薬アクゾ株式会社に社名変更。
- 2009年 - アクゾ社（オランダ）が日本化薬（株）から25%の株式を取得した事により、アクゾ社の完全連結子会社となる。
- 2018年 - アクゾ ノーベルがカーライルグループとＧＩＣ（シンガポール政府投資公社）へのスペシャリティ事業の譲渡を終え、「Ｎｏｕｒｙｏｎ（ヌーリオン）」の社名で同事業を展開することを発表。
- 2019年 - 全世界一斉に新社名Nouryon（ヌーリオン）として事業を展開。化薬アクゾ株式会社は、化薬ヌーリオン株式会社に商号を変更。